# 코북 밸리 국립공원

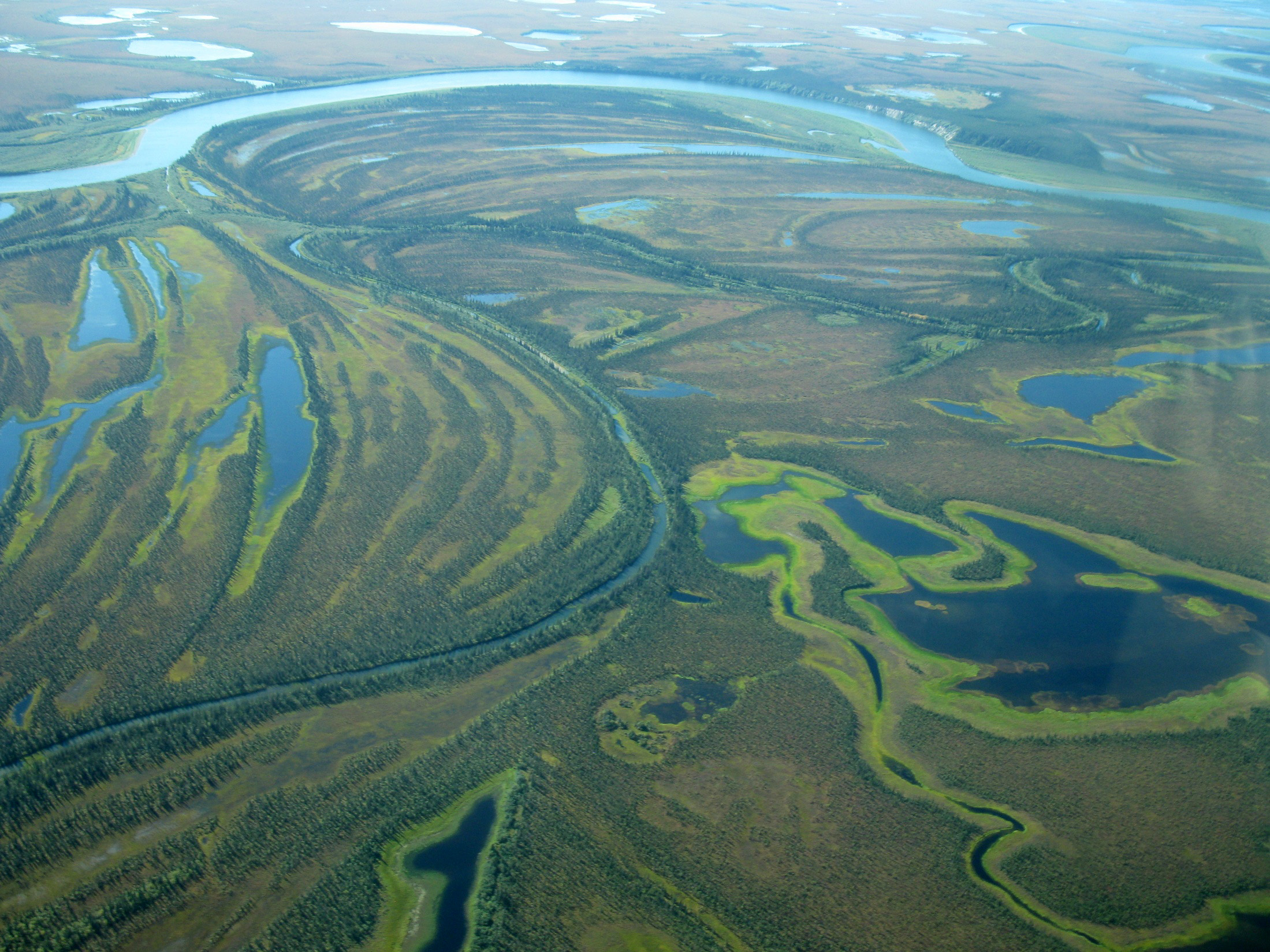

코북 밸리 국립공원(Kobuk Valley National Park)은 알래스카 북서부 북극 지역에 있는 미국 국립공원으로 북극권에서 북쪽으로 약 40km 떨어져 있다. 이 공원은 100피트(30m) 높이의 그레이트 코북 사구(Great Kobuk Sand Dunes)와 순록 이동 경로를 포함하는 주변 지역을 보존하기 위해 알래스카 국익 토지 보존법에 의해 1980년에 지정되었다. 공원 방문객은 오지 캠핑, 하이킹, 배낭여행, 보트 타기, 개썰매를 위한 모든 장비를 가져와야 한다. 공원에는 지정된 산책로나 도로가 없으며 면적은 1,750,716에이커(2,735.5평방마일, 7,084.9km2)로 델라웨어주보다 약간 더 크다. 코북 밸리는 알래스카에 있는 8개의 국립공원 중 하나이다. 알래스카는 9개의 국립공원을 보유한 캘리포니아주에 이어 두 번째로 많은 국립공원을 보유하고 있다. 이 공원은 미국 국립공원관리청에서 관리한다.
공원으로 이어지는 도로가 없기 때문에 방문객들은 놈 (알래스카주), 비틀즈(Bettles) 또는 코체부 (알래스카주)에서 전세 항공 택시를 타고 도착한다. 항공편은 연중 내내 이용 가능하지만 날씨에 따라 달라질 수 있다. 이 공원은 알래스카 남부의 카트마이 국립공원(Katmai)와 클라크호 국립공원(Lake Clark)뿐 아니라 이웃한 게이츠오브더아크틱 국립공원 및 보호구, 슈피리어호 중앙에 있는 아일 로열 국립공원, 플로리다키스 끝에 있는 드라이토르투가스 국립공원 등 도로로 접근할 수 없는 다른 국립공원과 함께 방문객이 가장 적은 미국 국립공원 중 하나이다.

## 같이 보기
- 미국의 국립공원